# Orsonwelles torosus
Orsonwelles torosus là một loài nhện trong họ Linyphiidae.
Loài này thuộc chi Orsonwelles. Orsonwelles torosus được Eugène Simon miêu tả năm 1900.